# Rio Javari
Der Rio Javari, auf peruanischer Seite Río Yavarí, ist ein etwa 1050 km langer rechter Nebenfluss des Amazonas, der entlang der Grenze zwischen Brasilien und Peru verläuft.
Oberhalb der Einmündung des Río Gálvez heißt der Fluss auch Río Yaquirana.
Der Javari bildet auf nahezu seiner gesamten Länge die Grenze zwischen Peru (linkes Ufer) und Brasilien. Er entspringt in Peru in der Sierra de Contamana in der Region Ucayali. Bei Benjamin Constant mündet der Javari in den Amazonas, seine Mündung bildet dabei drei Arme und zwei Inseln, Islândia und Petrópolis genannt. Der Fluss mäandert stark und ist nur in seinem Unterlauf schiffbar.